# Frédéric Berthelot
Frédéric Berthelot és un escultor francès nascut a París (1961) i que resideix a Espanya.

## Biografia

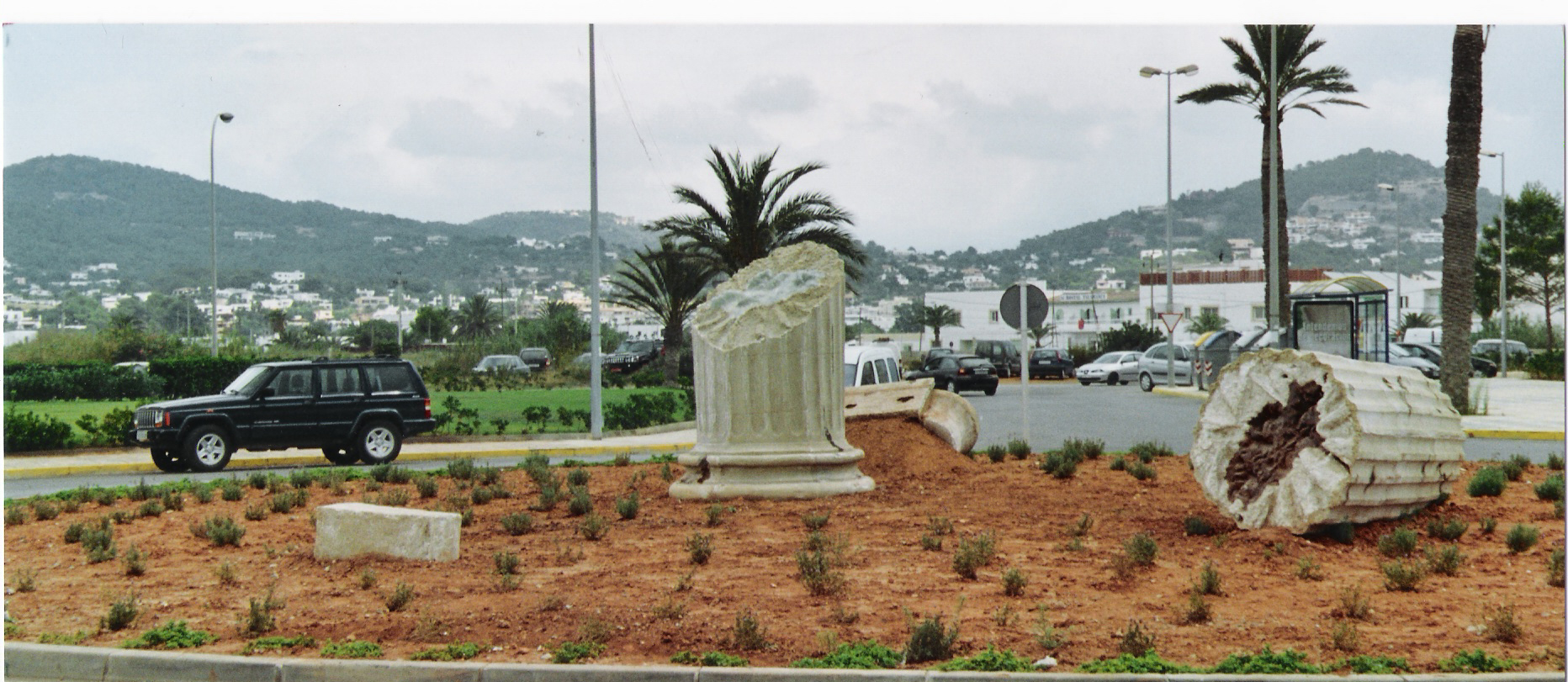
Frédéric Berthelot:Illa Blanca.

Des de l'adolescència, fascinat pel moviment cubista i pels surrealistes, Berthelot va estudiar a l'Escola d'Art i Oficis de París. En la dècada del 1990 va iniciar un projecte musical que va cristal·litzar en l'edició d'un àlbum rock que va enregistrar amb la productora [BMG-RCA] i també va fer incursions en el cinema i el teatre professional.
Posteriorment, es va incorporar a la factoria cultural Les Frigos, una antiga fàbrica reconvertida en laboratori per a creadors, situada a la vora del Sena a París. En aquest gran espai, Berthelot hi va poder treballar i experimentar en els diversos aspectes de la seua producció artística: compondre música, poesia, projectes fotogràfics, escultura, etc.
Els primers treballs de Berthelot van ser venuts, amb el pseudònim de Frebert, a la casa de subhastes Drouot per la comissària (subhastadora oficial) Catherine Charbonneaux, i la major part eren dibuixos conceptuals. Més endavant va produir una de les seues peces més coneguda: L'Homocode (Homocodi) de 1997, un baix relleu en què combinava la teoria de Darwin amb el també famós codi de barres; així creava la primera part de la seua nova simbologia.
L'Homocode va derivar en la peça de gran format XXIst code, desenvolupada durant la seua estada a Mèxic, que representava una visió icònica sobre les expectatives del tercer mil·lenni. En aquesta etapa va realitzar exposicions a la Casa de França i a l'Escola Bancària de Comerç EBC.
Durant la seua estada a Espanya destaquen les seues intervencions en espais públics a la ciutat d'Eivissa. Una d'aquestes és Mans d'Eivissa (2002), instal·lació situada a la plaça del Parc, que ret homenatge a persones anònimes que, per la seua existència i ofici, han deixat la seua empremta en el caràcter de l'illa.
L'altra peça presideix una rotonda en l'extensió recent de la Marina Botafoch, anomenada Illa Blanca
El grup AECOC li va encarregar una edició especial de la peça Homocode per a la seu central de Barcelona.
L'any 2010 va presentar una exposició retrospectiva de la seva obra a Eivissa

## Obres

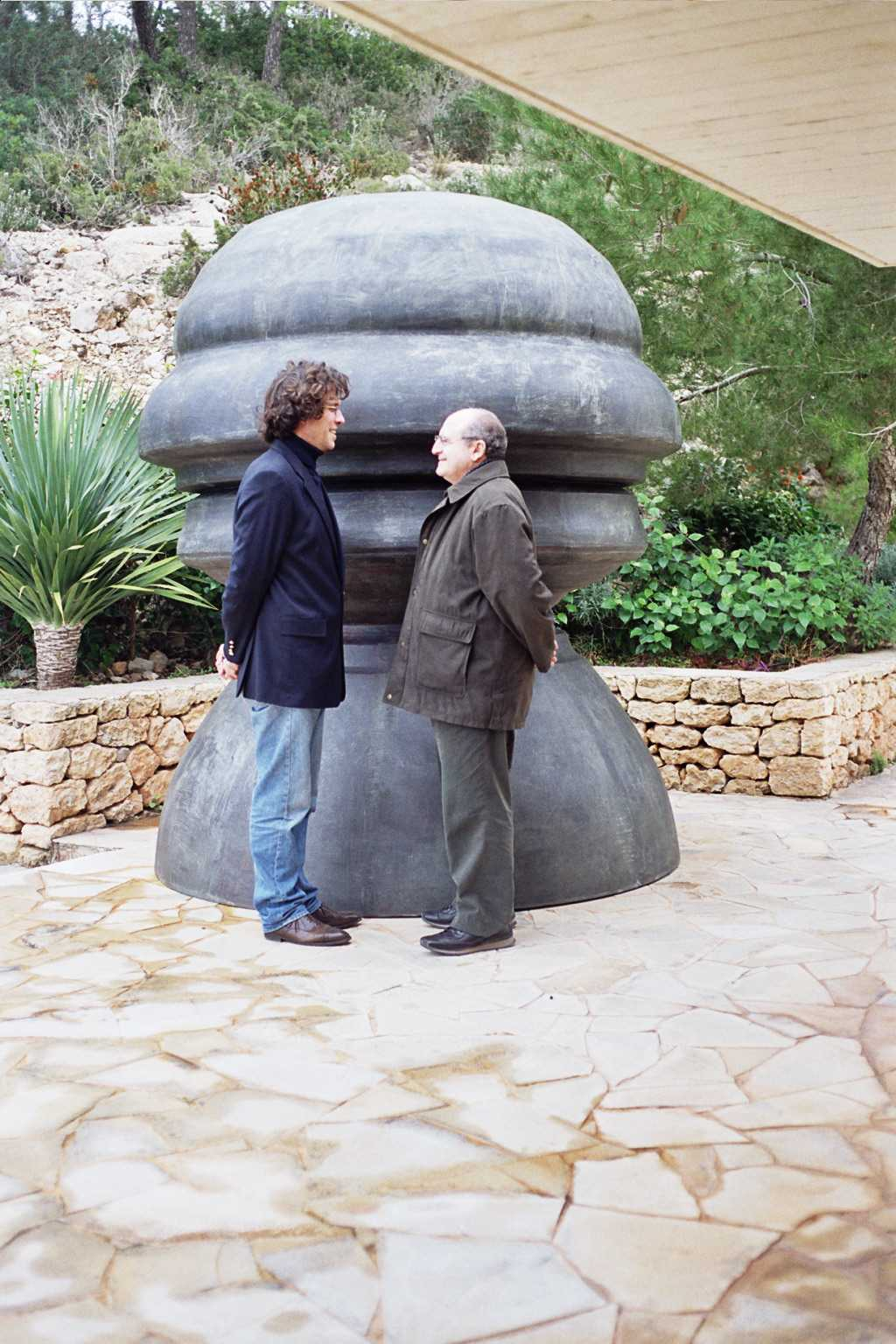
Frédéric Berthelot amb Abel Matutes: escultura Abel 360°.

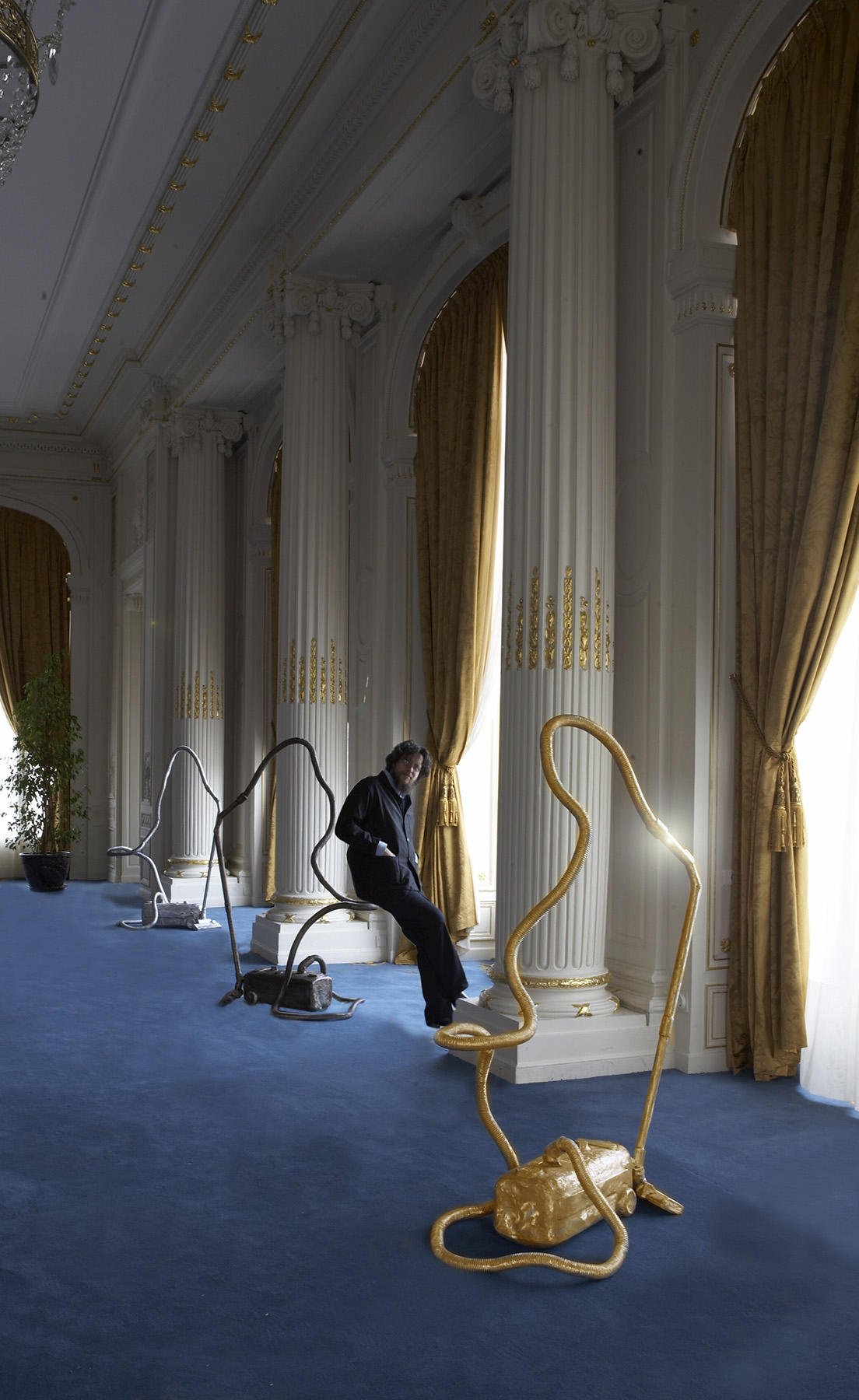
Frédéric Berthelot. Escultura FBSK111.

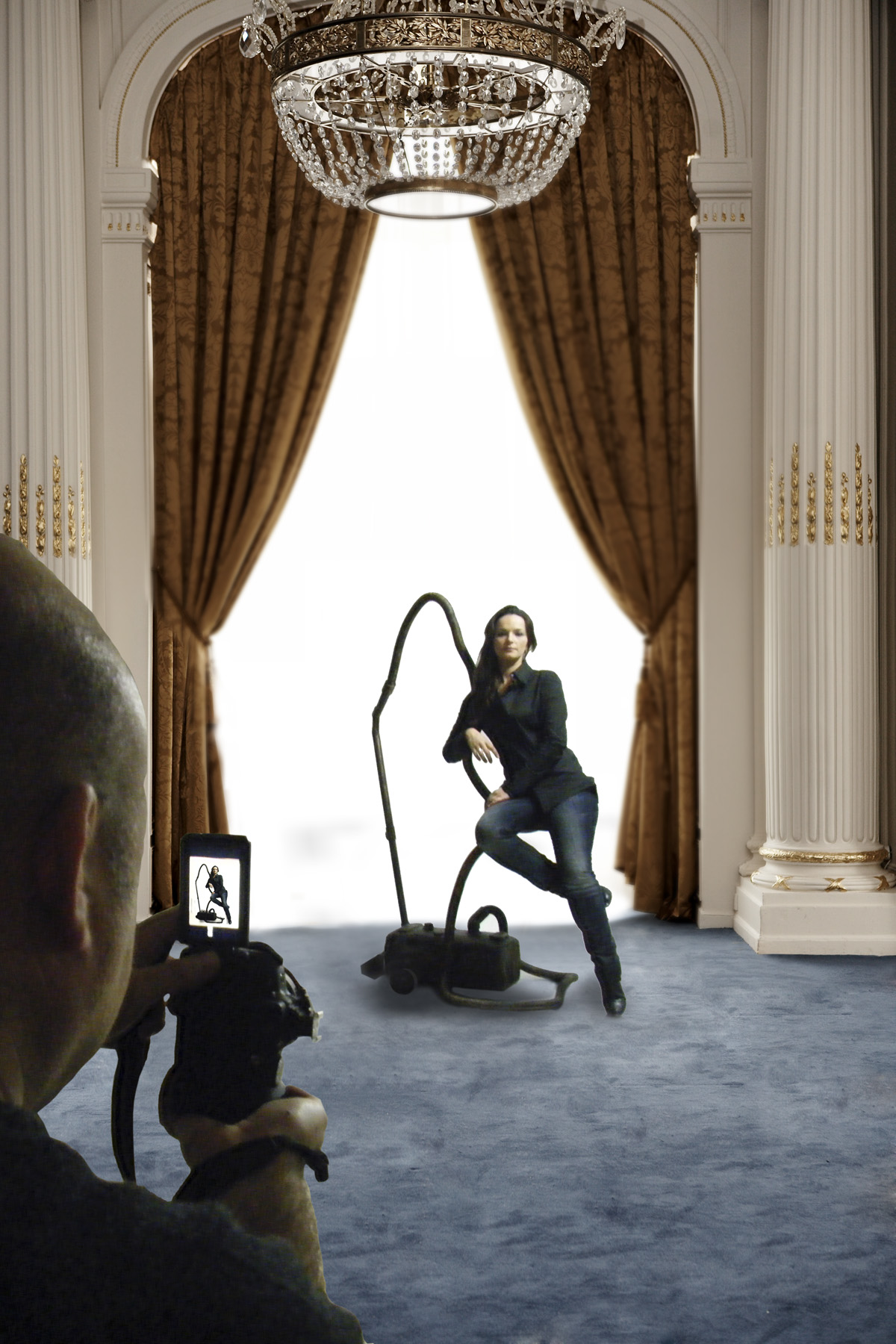
Frédéric Berthelot. Escultura FBSK111.

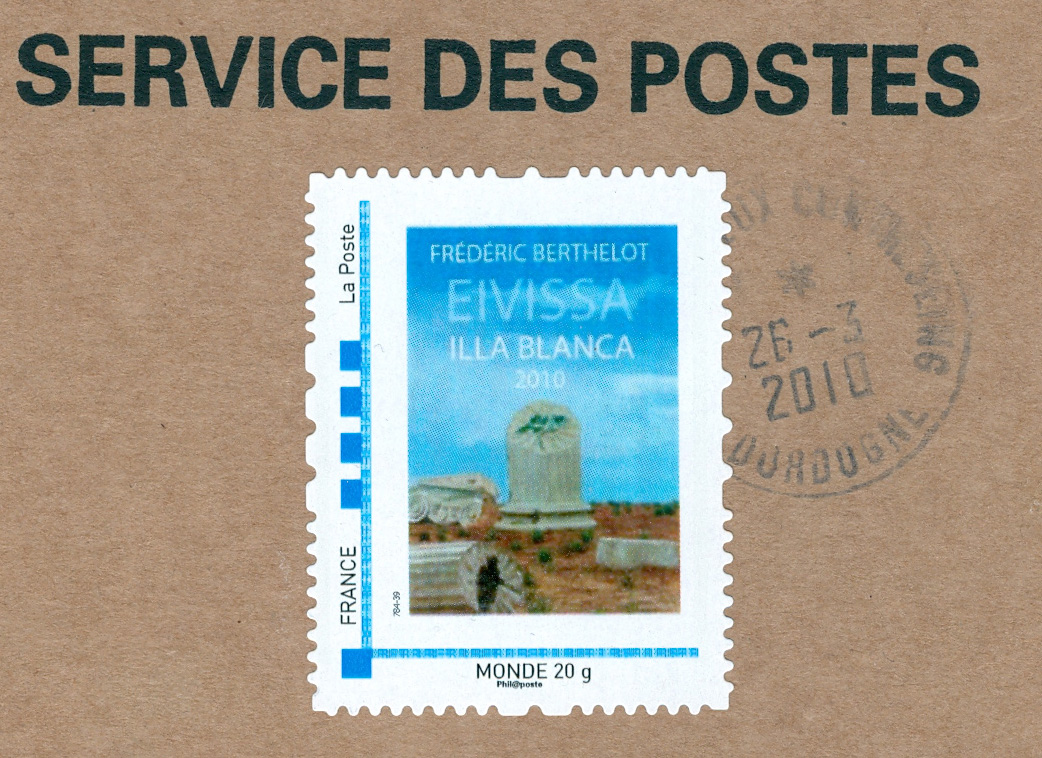
Seguell francés amb Illa Blanca

- Homocode (1997). Baix relleu al que combinava l'evolució humana amb el codi de barres. El grup AECOC li va encarregar una edició especial de la peça Homocode pera a la seu central a Barcelona
- XXIst code (1998)Obra desenvolupada durant la seua estada a Mèxic i que representava una visió irònica sobre les expectatives del tercer mil·lenni. (Pàgina 147 de la referència)
- Mans d'Eivissa (2002). Instal·lació situada a la Plaça del Parc d'Eivissa (municipi) que rendeix homenatge a persones anònimes que, per la seua existència i ofici, han deixat empremta al caràcter de l'illa.
- Illa Blanca (2003). Peça situada a la ronda d'entrada de l'extensió de la Marina Botafoch d'Eivissa.
- FBSK111 (2005). Escultura de bronze que representa un clàssic aspirador dels anys 50 reconvertit en cadira.
- Mans d'Eivissa (2011).[2] Tres noves personalitats passen a formar part de la instal·lació situada a la Plaça del Parc d'Eivissa (municipi)
- Microchip One
- Abel 360°
- Phytotérapie
- Eurogang
- FBSK111

## Altres activitats

### Cinema
- JALOUSIE – Kathleen Fontmarty / Lio - Odette Laure.
- SUP DE FRIC – Christian Gion / Jean Poiret.
- DYSMENTAL – Yves SABBA / Christian Erickson.
- MERCI POUR LE GESTE – Claude Faraldo.[3]
- LES LOUVES – Jean-Marc Seban / Gabrielle Lazure.
- LA COLÈRE D'UNE MÈRE – Jacques Malaterre / Nathalie Cardone, Anne Richard.

### Teatre
- PANIQUE AU PLAZZA, de Ray Cooney – posada en escena de Jean Marie Poiré et Pierre Mondy / Christian Clavier - Théâtre Marigny.
- LA PEUR DES COUPS, de Georges Courteline – posada en escena de J. F. Eberger.
- ONDINE, de Giroudoux – posada en escena de Michel Cerda - Théâtre du Ranelagh.
- ANTIGONE, d'Anouilh – Compagnie Scapin - Théâtre Théophile Gauthier.
- L'AMANT, de Harold Pinter – posada en escena de Christine Audouy.
- MAIS N'TE PROMÈNE DONC PAS TOUTE NUE de Georges Feydeau

### Televisió
- NAVARRO[3] – SECRETS9
- TRAMONTANE – Henri hellman
- HÔPITAL H – Edouard Molinaro
- DANS LA COUR DES GRANDS – France 3
- PANIQUE AU PLAZZA – direct Canal +
- STRANGERS – Eleanor Lindo HBO

### Curtmetratges
- LA PASTA – Hervé Eparvier
- R.S.D. RICHELIEU SULLY DENON – F. Berthelot
- SÉCURITÉ ROUTIÈRE – Christian Lyon

### Comèdies musicals
- PETIT MAIS COSTAUD – Théâtre Mogador
- QUI C'EST CES MECS LÀ – Guy Bontempelli – CASINO DE PARÍS, OLYMPIA
- SAINT PIERRE DELANOE - JMF

### Videoclips
- A QUE C'EST L'AMOUR – Boris Bergman
- PRIVILÈGE – Realitzat per Richard Andry. Música: F. Berthelot10

ÀLBUMS– Autor, compositor, intèrpret
- CD ÀLBUM - PRIVILÈGE[4] – B.M.G. R.C.A.
- CD ÀLBUM - LA MEUTE – B.M.G. R.C.A.
- Concerts i gires per París i província, Espanya, Bèlgica, etc.

### Música de pel·lícules
- LA COLÈRE D'UNE MÈRE - LES LOUVES – démo

### Música i melodies publicitàries francès/anglès
- LEE COOPER
- LE CHAT
- POUSSE MOUSSE
- DIM
- BIC